# Choe Thae-bok
Dans ce nom coréen, le nom de famille, Choe, précède le nom personnel.
Choe Thae-bok, né le 1er décembre 1930 à Nampho (Corée japonaise), et mort le 20 janvier 2024, est un homme d'État nord-coréen. Il est président de l'Assemblée populaire suprême du 5 septembre 1998 au 11 avril 2019.

## Biographie
Il est remplacé à son poste de président de l'Assemblée le 11 avril 2019 par Pak Thae-song.
Choe Thae-bok meurt le 20 janvier 2024, à l’âge de 93 ans.